# Alois Jeitteles
Alois Isidor Jeitteles  (* 20. Juni 1794 in Brünn; † 16. April 1858 ebenda) war ein österreichischer Mediziner, Journalist und Schriftsteller.

## Leben
Jeitteles studierte in Prag und Brünn Philosophie und in Wien Medizin. 1819 promovierte er und ließ sich in Brünn als praktischer Arzt nieder. Er veröffentlichte zahlreiche Gedichte in den Taschenbüchern Selam (1812–1817) und Aglaja (1815–1832). 1818 gründete er zusammen mit seinem Vetter Ignaz Jeitteles die jüdische Wochenschrift Siona.  Im selben Jahr verfasste er mit Ignaz Franz Castelli eine Parodie auf die Schicksalstragödie mit dem Titel Der Schicksalsstrumpf. 1848 wurde er Schriftleiter der Brünner Zeitung und übte diese Funktion bis zu seinem Tod aus.
Von seinen Gedichten ist der Liederzyklus An die ferne Geliebte hervorzuheben, der 1816 von Ludwig van Beethoven vertont wurde. Der Text entstand wahrscheinlich im Auftrag des Fürsten Joseph von Lobkowitz, dem das Werk gewidmet ist, und erschien nicht separat im Druck.
Zum Tode Beethovens schrieb er das Gedicht Beethovens Begräbnis. Jeitteles trat auch als Übersetzer hervor, darunter von dem spanischen Lustspiel Die Macht des Blutes von Agustín Moreto sowie von Stücken aus dem Französischen.
Seine Tochter war die Frauenrechtlerin Ottilie Bondy (1832–1921).

## Werke
- Sieg, Friede, Heimkehr. Bey Gelegenheit der ... Rückkehr ... des Kaisers, Brünn: Trailer, 1814
- Die Hausgenossen. Lustspiel, Leipzig : Andrä, 1843
- Moderne Walpurgisnacht, Brünn: C. Winiker, 1848